# Реймонд Форд
Реймонд Форд (нар. 16 березня 1999) — американський професійний боксер, який володів титулом чемпіона світу за версією WBA у напівлегкій вазі з березня по червень 2024 року. Як любитель виграв Національний чемпіонат США «Золоті рукавички» 2018 року.

## Професіональна кар'єра
2 березня 2024 року в бою проти Отабека Холматова (Узбекистан) завоював вакантний титул чемпіона світу за версією WBA в напівлегкій вазі. Поєдинок, який завершився перемогою Форда технічним нокаутом в дванадцятому раунді, журнал «Ринг» за підсумками 2024 року визнав «Боєм року».
1 червня 2024 року в першому захисті вийшов на бій проти британця Ніка Болла і програв розділеним рішенням.